# Itiruçu (kommun)
Itiruçu är en kommun i Brasilien.   Den ligger i delstaten Bahia, i den östra delen av landet, 900 km öster om huvudstaden Brasília. Antalet invånare är 12 693.
Följande samhällen finns i Itiruçu:
- Itiruçu

Omgivningarna runt Itiruçu är huvudsakligen savann. Runt Itiruçu är det ganska glesbefolkat, med 45 invånare per kvadratkilometer.